# Gintung (Sukadiri)
Gintung is een bestuurslaag in het regentschap Tangerang van de provincie Banten, Indonesië. Gintung telt 7976 inwoners (volkstelling 2010).